# Ogna Station
Ogna Station (Ogna stasjon) er en jernbanestation på Jærbanen, en del af Sørlandsbanen, der ligger i byområdet Ogna i Hå kommune i Norge. Stationen består af to hovedspor med to perroner, et sidespor og en stationsbygning opført i rødmalet træ.
Stationen åbnede sammen med Jærbanen 1. marts 1878. Oprindeligt hed den Ogne, men stavemåden blev ændret til Ogna 1. juni 1919. Stationen blev fjernstyret 7. juli 1964 og gjort ubemandet 1. maj 1965.